# Kostopil
Kostopil (în ucraineană Костопіль, în poloneză Kostopol) este orașul raional de reședință al raionului Kostopil din regiunea Rivne, Ucraina. În afara localității principale, nu cuprinde și alte sate.

## Demografie
Componența lingvistică a orașului Kostopil
     Ucraineană (97,28%)
     Rusă (2,46%)
     Alte limbi (0,21%)
Conform recensământului din 2001, majoritatea populației orașului Kostopil era vorbitoare de ucraineană (97,28%), existând în minoritate și vorbitori de rusă (2,46%).

## Istoric
Uniunea statală polono-lituaniană 1648–1793

 Imperiul Rus 1793–1917

 Republica Polonă 1920–1939

 Uniunea Sovietică (ocupația) 1939–1941

 Imperiul German (ocupația) 1941–1944

 Uniunea Sovietică (ocupația) 1944–1945

 Uniunea Sovietică 1945–1991

 Ucraina 1991–prezent 